# Олійник Денис Вікторович
Дени́с Ві́кторович Олі́йник (нар. 16 червня 1987, Запоріжжя) — український футболіст, півзахисник. У минулому — гравець національної збірної України. Син футболіста Віктора Олійника.

## Життєпис

### Ранні роки
Денис народився у Запоріжжі, де незадовго до цього грав його батько. Почав займатися футболом у Чернівцях, до яких переїхав незабаром після народження. До 13 років ази футболу осягав у СДЮСШ «Буковина», першим тренером був Юрій Крафт, також тренувався під керівництвом Валерія Семенова та Дмитра Гордея. Ріс на футболі місцевої «Буковини» (фактично не пропускав жодної домашньої гри), часто бував на тренуваннях команди, їздив із батьком і на виїзні матчі — Віктор Борисович на той час уже був легендою клубу. Потім переїхав до Києва, де грав у ДЮФЛ за місцеві команди «Зміна-Оболонь» та «Київ-Схід». Звідти потрапив до структури київського «Динамо», перший тренер — Віктор Кащей.

### Ігрова кар'єра
Виступав у командах «Динамо-3» (Київ) (2004—2005), «Динамо-2» (Київ) (2005—2008) та «Динамо» (Київ) (2006—2007). За другу, третю та молодіжну команду провів 110 матчів та забив 33 голи. За першу київську команду провів 5 офіційних матчів у всіх турнірах, забив 2 голи. Володар Суперкубку України 2007. У сезонах 2007/08 та 2008/09 для більш інтенсивної ігрової практики побував у орендах в клубах вищого дивізіону «Нафтовик-Укрнафта» (Охтирка) (2007) та «Арсенал» (Київ) (2008). 

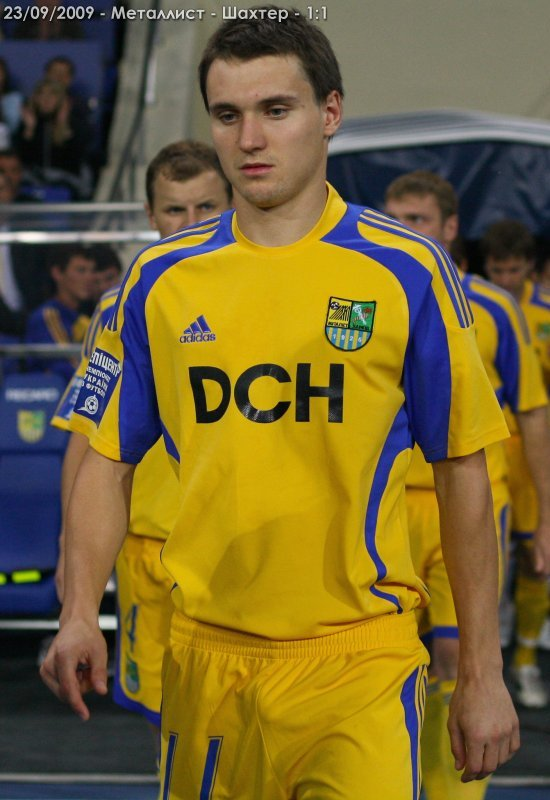
Денис у складі «Металіста»

У січні 2009 року перейшов у харківський «Металіст». Дебютував у новій команді 18 лютого того ж року у матчі 1/16 фіналу кубка УЄФА проти італійської «Сампдорії», у цьому ж матчі відзначився і дебютним голом, який став єдиним та переможним. В складі харків'ян під керівництвом Мирона Маркевича тричі поспіль ставав бронзовим призером чемпіонату України (2008/09, 2009/10, 2010/11). Двічі поспіль був другим кращим бомбардир команди, поступаючись в гонці голеадорів тільки Жажі Коелью та Марко Девичу.
10 липня 2011 року з'явилась інформація про перехід гравця до клубу «Дніпро» (Дніпропетровськ), сума трансферу склала приблизно 7-10 млн. €. У першому сезоні в складі дніпрян провів 27 матчів (7 голів), проте незабаром через конфлікт із наставником «Дніпра» Хуанде Рамосом кар'єра футболіста пішла на спад. Пробувши ще 2 сезони, став вільним агентом.
Перед сезоном 2014/15 підписав угоду з нідерландським клубом «Вітессе» (Арнем). У першому ж сезоні Денис став стабільним гравцем основного складу, а команда під керівництвом Петера Боша впевнено посіла 5 місце в чемпіонаті та успішно здолала внутрішній плей-офф за місце в Лізі Європи УЄФА. У травні 2016 року залишив арнемський клуб, за голландську команду протягом двох сезонів відзначився 10 голами у 61 офіційному поєдинку у всіх турнірах.
Наприкінці літа 2016 року Денис Олійник перейшов до німецького клубу «Дармштадт 98». Головний тренер не ризикував випускати Дениса в основній команді уже з перших ігор, оскільки необхідна акліматизація гравця в новому колективі й звикання до стилю гри команди. У другій своїй грі за новий клуб, він за 15 хвилин зумів врятувати команду від поразки на своєму полі, забивши вирішального гола на останній доданій хвилині. Проте у чемпіонаті Німеччини зіграв лише 4 матчі, тому що більшу частину сезону пропустив через травму.
5 жовтня 2017 року стало відомо про підписання гравцем контракту з чернігівською «Десною», проте надовго в команді не затримався (8 матчів в усіх турнірах, 1 гол). 15 березня 2018 року Олійник став гравцем харківського «Геліоса», за який по грав менше двох місяців.
У липні 2018 року підписав трудовий договір із фінським клубом «Сейняйоен», за який виступав до 2022 року та провів у їхньому складі понад 100 офіційних матчів в усіх турнірах. У 2021 сезоні разом із командою здобув бронзові нагороди чемпіонату Фінляндії.
Після чого повернувся до України, підписавши контракт із клубом української Прем'єр-ліги «Ворскла» (Полтава), за яку дебютував 23 серпня 2022 року у матчі 1-го туру проти луганської «Зорі» (1:3). У тому ж поєдинку відзначився і дебютним голом, який став єдиним для його команди. Усього в сезоні 2022/23 відіграв за полтавський клуб 23 матчі у Прем'єр-лізі, в яких забив два м'ячі.
26 липня 2023 року перейшов у стан дебютанта Прем'єр-ліги - черкаського «ЛНЗ», а через чотири дні дебютував за нову команду в УПЛ у домашній грі проти одеського «Чорноморця» (0:2). Саме у ворота одеситів 3 грудня того ж року у матчі другого кола чемпіонату забив дебютний гол за «ЛНЗ». 

#### В збірній

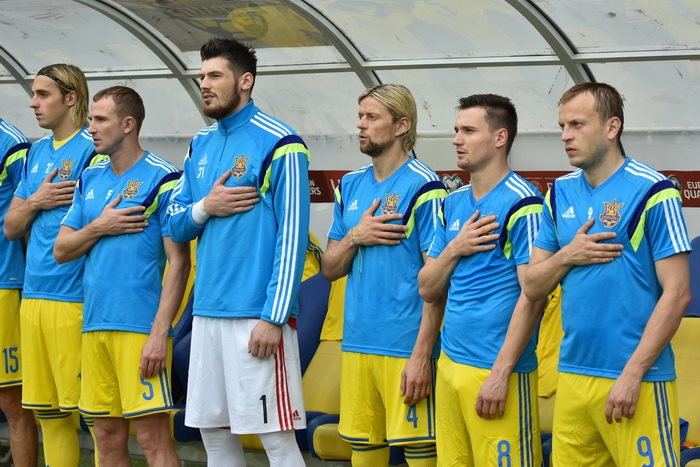
Денис у складі збірної України

Виступав за юнацькі збірні України, у складі яких провів 33 матчі та відзначився 4 голами. У 2004 році — учасник юнацького чемпіонату Європи (U-17). У період 2006—2008 років грав за молодіжну збірну України (18 матчів, 5 голів).
25 травня 2010 року дебютував у складі національної збірної України, вийшовши на заміну у товариській зустрічі проти команди Литви. Загалом за збірну України зіграв 12 матчів із 20 заявлених поєдинків. Результативними діями у плані голів не відзначався, проте записав до свого активу 2 асисти.

## Хет-трики
- 24 жовтня 2010 року «Іллічівець» — «Металіст» (1:4), відзначився на 40-й, 42-й та 71-й хвилині[19].
- 16 жовтня 2011 року «Оболонь» — «Дніпро» (1:4), відзначився на 13-й, 23-й та 86-й хвилині[20].

## Особисте життя
Батько Віктор Олійник, в минулому легендарний гравець чернівецької «Буковини». Хрещений батько Валерій Королянчук, не менш легендарний друг батька.
Розлучений. Має доньку і сина, хрещеним батьком дітей є Євген Коноплянка.

## Статистика по сезонах

### Клубна
Станом на 1 липня 2023 року
| Сезон     | Клуб                               | Чемпіонат | Чемпіонат | Кубок | Кубок | Єврокубки | Єврокубки | Всього | Всього |
| Сезон     | Клуб                               | Матчі     | Голи      | Матчі | Голи  | Матчі     | Голи      | Матчі  | Голи   |
| --------- | ---------------------------------- | --------- | --------- | ----- | ----- | --------- | --------- | ------ | ------ |
| 2004—2005 | «Динамо-3» (Київ) (ІІ ліга)        | 17        | 1         | 0     | 0     | 0         | 0         | 17     | 1      |
| 2004—2005 | «Динамо-2» (Київ) (І ліга)         | 1         | 0         | 0     | 0     | 0         | 0         | 1      | 0      |
| 2005—2006 | «Динамо-2» (Київ) (І ліга)         | 22        | 3         | 0     | 0     | 0         | 0         | 22     | 3      |
| 2005—2006 | «Динамо» (Київ) (дубль)            | 13        | 4         | 0     | 0     | 0         | 0         | 13     | 4      |
| 2006—2007 | «Динамо-2» (Київ) (І ліга)         | 24        | 8         | 0     | 0     | 0         | 0         | 24     | 8      |
| 2006—2007 | «Динамо» (Київ) (дубль)            | 17        | 8         | 0     | 0     | 0         | 0         | 17     | 8      |
| 2006—2007 | «Динамо» (Київ)                    | 2         | 0         | 1     | 1     | 0         | 0         | 3      | 1      |
| 2007—2008 | «Динамо-2» (Київ) (І ліга)         | 6         | 2         | 0     | 0     | 0         | 0         | 6      | 2      |
| 2007—2008 | «Динамо» (Київ) (дубль)            | 10        | 7         | 0     | 0     | 0         | 0         | 10     | 7      |
| 2007—2008 | «Нафтовик-Укрнафта» (Охтирка)      | 14        | 1         | 0     | 0     | 0         | 0         | 14     | 1      |
| 2007—2008 | «Динамо» (Київ)                    | 1         | 1         | 1     | 0     | 0         | 0         | 2      | 1      |
| 2008—2009 | «Арсенал» (Київ)                   | 16        | 5         | 1     | 0     | 0         | 0         | 17     | 5      |
| 2008—2009 | «Металіст» (Харків)                | 12        | 0         | 2     | 0     | 4         | 1         | 18     | 1      |
| 2009—2010 | «Металіст» (Харків)                | 29        | 9         | 1     | 0     | 4         | 2         | 34     | 11     |
| 2010—2011 | «Металіст» (Харків)                | 27        | 12        | 1     | 0     | 9         | 1         | 37     | 13     |
| 2011—2012 | «Дніпро» (Дніпропетровськ)         | 24        | 7         | 2     | 0     | 1         | 0         | 27     | 7      |
| 2012—2013 | «Дніпро» (Дніпропетровськ)         | 13        | 2         | 1     | 0     | 1         | 0         | 15     | 2      |
| 2013—2014 | «Дніпро» (Дніпропетровськ) (дубль) | 14        | 7         | 0     | 0     | 0         | 0         | 14     | 7      |
| 2014—2015 | «Вітесс» (Арнем)                   | 31        | 3         | 2     | 1     | 0         | 0         | 33     | 4      |
| 2015—2016 | «Вітесс» (Арнем)                   | 25        | 5         | 1     | 1     | 2         | 0         | 28     | 6      |
| 2016—2017 | «Дармштадт 98»                     | 4         | 1         | 0     | 0     | 0         | 0         | 4      | 1      |
| 2017—2018 | «Десна» (Чернігів) (І ліга)        | 6         | 0         | 2     | 1     | 0         | 0         | 8      | 1      |
| 2017—2018 | «Геліос» (Харків) (І ліга)         | 4         | 0         | 0     | 0     | 0         | 0         | 4      | 0      |
| 2018      | «Сейняйоен»                        | 13        | 4         | 0     | 0     | 0         | 0         | 13     | 4      |
| 2019      | «Сейняйоен»                        | 25        | 8         | 5     | 2     | 0         | 0         | 30     | 10     |
| 2020      | «Сейняйоен»                        | 20        | 2         | 5     | 0     | 0         | 0         | 25     | 2      |
| 2021      | «Сейняйоен»                        | 26        | 7         | 5     | 2     | 0         | 0         | 31     | 9      |
| 2022      | «Сейняйоен»                        | 10        | 2         | 7     | 2     | 0         | 0         | 17     | 4      |
| 2022—2023 | «Ворскла» (Полтава)                | 23        | 2         | 0     | 0     | 2         | 0         | 25     | 2      |
| 2004—т.ч. | Всього                             | 449       | 111       | 37    | 10    | 23        | 4         | 509    | 125    |

### Збірна
| Україна (U-16) / (U-17) | 2002   | 4  | 1 |
| Україна (U-16) / (U-17) | 2003   | 16 | 2 |
| Україна (U-16) / (U-17) | 2004   | 8  | 1 |
| Україна (U-18)          | 2004   | 4  | 0 |
| Україна (U-19)          | 2005   | 1  | 0 |
| Україна (U-21)          | 2006   | 3  | 2 |
| Україна (U-21)          | 2007   | 12 | 3 |
| Україна (U-21)          | 2008   | 3  | 0 |
| Україна                 | 2010   | 6  | 0 |
| Україна                 | 2011   | 3  | 0 |
| Україна                 | 2014   | 2  | 0 |
| Україна                 | 2015   | 1  | 0 |
| Всього                  | Всього | 63 | 9 |

#### Матчі за національну збірну України
| 01. | 25.05.2010 | «Металіст», Харків               | Україна — Литва      | 4-0           | Товариський матч         | 55'     |  |  |  |
| 02. | 29.05.2010 | «Арена Львів», Львів             | Україна — Румунія    | 3-2           | Товариський матч         | 58'     |  |  |  |
| 03. | 02.06.2010 | «Уллевол», Осло                  | Норвегія — Україна   | 0-1           | Товариський матч         | 84'     |  |  |  |
| 04. | 11.08.2010 | «Донбас Арена», Донецьк          | Україна — Нідерланди | 1-1           | Товариський матч         | 77' 89' |  |  |  |
| 05. | 08.10.2010 | «Динамо», Київ                   | Україна — Канада     | 2-2           | Товариський матч         | 46'     |  |  |  |
| 06. | 17.11.2010 | «Стад де Женев», Женева          | Швейцарія — Україна  | 2-2           | Товариський матч         | 74'     |  |  |  |
| 07. | 09.02.2011 | Муніципальний стадіон, Паралімні | Швеція — Україна     | 1-1 (пп. 4-5) | Товариський матч         | 73'     |  |  |  |
| 08. | 29.03.2011 | «Динамо», Київ                   | Україна — Італія     | 0-2           | Товариський матч         | 76'     |  |  |  |
| 09. | 01.06.2011 | «Динамо», Київ                   | Україна — Узбекистан | 2-0           | Товариський матч         | 46'     |  |  |  |
| 10. | 15.11.2014 | «Жозі Бартель», Люксембург       | Люксембург — Україна | 0-3           | Відбірковий матч ЧЄ-2016 | 85'     |  |  |  |
| 11. | 18.11.2014 | НСК «Олімпійський», Київ         | Україна — Литва      | 0-0           | Товариський матч         | 46'     |  |  |  |
| 12. | 09.06.2015 | «Лінцер», Лінц                   | Грузія — Україна     | 1-2           | Товариський матч         | 46'     |  |  |  |